# Borna Barišić
Borna Barišić (ur. 10 listopada 1992 w Osijeku) – chorwacki piłkarz grający na pozycji obrońcy. Od 2018 roku zawodnik Rangers F.C.

## Życiorys
Jest wychowankiem klubu NK Osijek. W latach 2012–2013 występował w trzecioligowym NK BSK Bijelo Brdo, po czym powrócił do Osijeka. W rozgrywkach Prvej hrvatskiej nogometnej ligi zadebiutował 12 lipca 2013 w przegranym 1:3 meczu z Dinamem Zagrzeb. Przed sezonem 2015/2016 odszedł do Dinama Zagrzeb, a 17 sierpnia 2015 został wypożyczony do NK Lokomotiva Zagrzeb. W 2016 roku po raz kolejny został piłkarzem Osijeka. 7 sierpnia 2018 odszedł do szkockiego Rangers F.C.
W reprezentacji Chorwacji zadebiutował 11 stycznia 2017 w meczu z Chile. Do gry wszedł w 64. minucie, zmieniając Mario Šituma. 14 maja 2018 został powołany przez selekcjonera Zlatko Dalicia do szerokiej kadry na mistrzostwa świata.